# Lennart Jähkel
Carl Gustav Lennart Jähkel (født 27. september 1956 i Piteå i Norrbottens län) er en svensk skuespiller.

## Biografi
Lennart Jähkel voksede op først i Piteå og senere i Sundsvall, hvor han var medlem af skoleteaterforeningen Vigor. Han havde stadig ingen klare planer om at blive skuespiller og begyndte at studere ved KTH (Kungliga Tekniska Högskolan) i Stockholm. Siden da overtog hans interesse for skuespil, og han sluttede sig til Scenskolan i Malmø i 1979.
Efter eksamen i 1982 arbejdede han på forskellige scener som Norrbottensteatern, Norrköping og Helsingborgs Stadsteater og derefter på forskellige teatre i Stockholm som TUR-teatern, Boulevardteatern 1987-1988 og Pistolteatern 1994-1997. Han har også spillet børneteater på Unga Riks.
I 1987 blev et stort tv-publikum opmærksom på ham for første gang gennem hans rolle som den noget dårligt tilpassede og uordnede unge Kent i den lange serie Goda Grannar. Det store gennembrud kom i filmen Jægerne i 1996, hvor han portrætterede en norrlandsk machotype, en temperamentsfuld karakter, der bryder med den sædvanlige stereotype af den stille og forladte landboer. Denne rasende mandlige skabning i jagtbeklædning var tydeligt noget, der ramte et større svensk publikum, muligvis som en modvægt til det overciviliserede og følelsesmæssigt kuppede mandlige image, der tilhørte et mere politisk korrekt (PK) og salon-kapabelt syn på samfundet. Rollen i Jægerne har sin komiske parallel i teaterforestillingen (1996) og senere tv-versionen af Pistvakt (1998 og 2000), en efterfølger til Baywatch-parodien Strandvakt ved Pistolteatern (1995), hvor det "typiske" Norrlands-idiom blev udvidet til karikaturpunktet.
Jähkel har også vist sig at være en fremragende komedieskuespiller i tv-serien c/o Segemyhr (1998, 1999 og 2003). I 1996 modtog han Guldbagge for bedste birolle for Jægerne, og i 1988 modtog han Teaterforeningens Daniel Engdahl-stipendium. Han er også nomineret til Guldbagge for sin indsats i Suxxess i 2002 og Så Som I Himmelen i 2004.

## Filmografi

### Spillefilm
- 1991 - Infödingen
- 1992 - Nordexpressen
- 1992 - Ha Ett Underbart Liv
- 1996 - Jægerne - Leif Bäckström, Eriks bror
- 1997 - Slutspel
- 1997 - Under Ytan
- 1999 - Lusten Till Ett Liv
- 1999 - Svar Med Foto
- 2000 - Det Blir Aldrig Som Man Tänkt Sig
- 2001 - Besvärliga Människor
- 2001 - Pusselbitar
- 2002 - Utanför Din Dörr
- 2002 - Suxxess
- 2003 - Salmer Fra Kjøkkenet
- 2004 - Populärmusik Från Vittula
- 2004 - Så Som I Himmelen
- 2005 - Pistvakt - Sven-Erik Ivar Marklund
- 2005 - Sex, Hopp & Kärlek
- 2006 - Wallander - Hemligheten
- 2007 - Sara & Draken
- 2012 - Fuck Up
- 2013 - Tyskungen
- 2015 - Så Ock På Jorden
- 2015 - Granny's Dancing On The Table

### Kortfilm
- 1999 - Mormors Bullar
- 2002 - En Andra Chans
- 2002 - Hundarna
- 2003 - Min Första Kärlek

### TV
- 1985 - Korset (TV-serie)
- 1987 - Goda Grannar
- 1992 - Ronny & Ragge
- 1995 - En Nämndemans Död (TV-serie)
- 1998 - Pistvakt - En Vintersaga (TV-serie)
- 1998 - Pip-Larssons (TV-serie)
- 1998 - Skärgårdsdoktorn
- 1998-2004 - C/o Segermyhr
- 1999 - Ett Litet Rött Paket (TV-serie)
- 2000 - Pistvakt - Den Andra Vintern
- 2001 - Pusselbitar
- 2001 - Rätt I Rutan
- 2002 - Talismanen (TV-serie)
- 2002 - Hjälp! Rånare!
- 2007 - Sanningen Om Marika
- 2007 - En Riktig Jul
- 2008 - Sjön Suger
- 2008 - Åkalla (TV-serie)
- 2016-2017 - Fröken Frimans Krig (TV-serie)
- 2019 - Playa Del Sol
- 2020 - We Got This